# Koellikeria
Koellikeria é um género botânico pertencente à família Gesneriaceae  , encontrado desde a Costa Rica até a Bolívia.
- Koellikeria argyrostigma
- Koellikeria erinoides
- Koellikeria major
- Koellikeria mexicana
- Koellikeria subdimidiata